# José Antonio Rojas
José Antonio Rojas Barrera (* 13. Januar 1987 in Quillota) ist ein ehemaliger chilenischer Fußballspieler.

## Karriere
José Antonio Rojas begann seine Profikarriere 2003 bei Unión La Calera. Dort lief er bis 2009 in der Liga 161 Mal auf. Nach weiteren Stationen in Chile kam der Defensivakteur 2012 zu Ñublense, wo er erneut lange Zeit spielte. Bis 2017 stand er in über 150 Ligaspielen auf dem Feld. Nach jeweils einem Jahr bei Deportes La Serena und Deportes Santa Cruz wechselte Rojas 2020 zu Deportes Concepción, wo er 2021 in der Segunda División seine Profikarriere beendete. Anschließend spielte er noch im Amateurbereich bei Deportivo La Higuera.